# Nazwisko rodowe
Nazwisko rodowe również z domu, łac. de domo – odnotowane w akcie urodzenia lub chrztu nazwisko rodu (rodziny), z którego pochodzi dana osoba. Najczęściej jest nim nazwisko ojca. 
Polskie prawo przewiduje możliwość, by w wyniku zawarcia związku małżeńskiego:
- małżonkowie nosili wspólne nazwisko będące dotychczasowym nazwiskiem jednego z nich,
- każdy z małżonków zachował swoje dotychczasowe nazwisko albo
- połączył z nim dotychczasowe nazwisko drugiego małżonka, przy czym nazwisko utworzone w wyniku połączenia nie może składać się z więcej niż dwóch członów.

Zmiana nazwiska noszonego po zawarciu małżeństwa, gdy jest ono tożsame z nazwiskiem rodowym, rozciąga się na nazwisko rodowe wyłącznie na wyraźne żądanie osoby ubiegającej się o zmianę nazwiska.
Poza Polską możliwe są też inne rozwiązania, np. nazwisko burmistrza Los Angeles, Antonia Villaraigosy, powstało z połączenia nazwiska Antonia Villary z nazwiskiem jego żony, Coriny Raigosy.
W wyniku prac nad nowym polskim kodeksem cywilnym, Komisja Kodyfikacyjna Prawa Cywilnego rekomendowała w 2008 umieszczenie w księdze pierwszej dokumentu art. 26 § 2 definiujący nazwisko rodowe, w brzmieniu: „nazwisko nabyte na podstawie ustalonego pochodzenia jest nazwiskiem rodowym”.